# France
France je moško osebno ime.

## Izvor imena
Ime France je različica moškega osebnega imena Franc oziroma Frančišek.

## Pogostost imena
Po podatkih Statističnega urada Republike Slovenije je bilo na dan 31. decembra 2007 v Sloveniji število moških oseb z imenom France: 412.

## Osebni praznik
V koledarju je ime France zapisano skupaj z imenom Frančišek.